# وينفريد هولتبي
وينفريد هولتبي (بالإنجليزية: Winifred Holtby)‏ (23 يونيو 1898 في المملكة المتحدة - 29 سبتمبر 1935، لندن في المملكة المتحدة)؛ كاتِبة ومؤلِّفة، صحفية، سفرجات وروائية بريطانية.

## روابط خارجية
- وينفريد هولتبي على موقع IMDb (الإنجليزية)
- وينفريد هولتبي على موقع قاعدة بيانات الفيلم (الإنجليزية)